# Système de santé nigérian
Le Système de santé nigérian est révélateur des moyens organisationnels et politiques mis en place par le gouvernement fédéral. Au Nigeria, les soins de santé relèvent de la responsabilité conjointe de trois acteurs majeurs de trois niveaux de gouvernement. Malgré la présence des prestataires privés; le recours à la médecine traditionnelle (MT) et à la médecine complémentaire et alternative (MAC) prend de l'ampleur.

## Causes
La prestation des soins de santé au Nigeria a connu une détérioration. L'insuffisance d'investissement des politiques compromet l'amélioration et la modernisation intégrale de ce secteur depuis des années. Cela entraine des conséquences sur la productivité des citoyens et, par ricochet, sur la croissance économique du pays.
La majorité de la population nigérianne vit avec moins de 1,90 dollars par jour selon l'indice de pauvreté, ce qui en fait l'une des populations les plus pauvres au monde. En février 2018, le Nigéria se retrouve 187e sur 191 pays dans le monde quant à l’évaluation du niveau de conformité à la couverture maladie universelle (CSU).
La fédération ne couvrant que 25 % des prises en charge, le coût des dépenses totales de santé est de 74,85 % pour les Nigérians. Les citoyens dépensent ainsi assez dans l'achat d'« alternatives » qui leur reviennent chères. Certes le Nigeria dispose d’un meilleur personnel de santé que beaucoup pays africains. Mais, compte tenu de sa démographie, le nombre d’agents de santé par unité d’habitant est inférieur à la demande. Cela s'accentue par la fuite des cerveaux, des professionnels ou jeunes diplômés dans d’autres pays, notamment en Europe et en Amérique.

## Infrastructures de santé
Le gouvernement fédéral coordonne le management des hôpitaux universitaires et des centres médicaux fédéraux (soins de santé primaires). Chaque État s'occupe des différents hôpitaux généraux (soins de santé secondaires) tandis que le gouvernement local se concentre sur les dispensaires (soins de santé tertiaires)  qui sont réglementés par le gouvernement fédéral à travers ''National Primary Health Care Development Agency Implements'' (Agence nationale de développement des soins de santé). Le gouvernement aussi ses prérogatives par:
- L'organisme officiel qui enregistre les médecins et les dentistes, le Conseil médical et dentaire du Nigéria, ne dispose pas de registre en ligne. Ils fournissent un service pour confirmer le statut d'un médecin.
- Le Conseil des pharmaciens du Nigéria permet de rechercher des pharmaciens et des locaux vérifiés.
- Medpages : prestataires de soins de santé par catégorie et région. La recherche permet de trouver des prestataires par nom ou par spécialité.

Jadis, au Nigéria, l’assurance maladie s’appliquait à moins de 5 % de la population à travers un régime d’assurance maladie spécial pour les employés du gouvernement et les entreprises privées concluant des contrats avec des prestataires de soins de santé privés. En mai 1999, le gouvernement fédéral crée le régime national d'assurance maladie pour tous. Cette mésure couvre aussi bien les enfants de moins de cinq ans, les personnes handicapées permanentes que les détenus. En 2004, le gouvernement du Président Olusegun Obasanjo renforce la loi législative de 1999 portant cette assurance maladie.
Lors d'une reddition de compte, le ministre de la Santé , Isaac Folorunsho Adewole, a déclaré en 2017 que 351 milliards de nairas sont investis dans le système de santé. Le secteur privé aussi participe au programme d'assurance maladie et de couverture sanitaire à travers plusieurs organisations comme Health Partners HMO.

## Réglementation des produits pharmaceutiques
La législation de 1989, mettait en vigueur une liste de médicaments essentiels autorisé sur le marché pharmaceutique. Les dispositions sont évoquées par la suite pour lutter contre la fabrication anarchique et l’importation de médicaments contrefaits. Mais, en 2005, environ 16,7 % des médicaments pharmaceutiques du pays sont contrefaits. En 2012, une nouvelle étude conclut que cette proportion a baissé à 6,4 % dont 19,6 % des médicaments antipaludiques et à 3,6 % en 2014. Entre 2015 et 2017, environ 29 milliards de nairas de médicaments contrefaits ont été détruits.
Le Nigeria dépend plus de l’importation de médicaments ainsi que de l’importation des matières premières nécessaires à la production locale de médicaments. En 2023, les sociétés pharmaceutiques GlaxoSmithKline et Sanofi ont cessé  de produire de médicaments au Nigéria, invoquant  des problèmes opérationnels.
En 2024, avec le taux d’inflation record de 28,92 % depuis 27 ans et la dévaluation du Naira, le coût des antibiotiques a flambé y compris des médicaments pour l'asthme le diabète.

## Inégale couverture

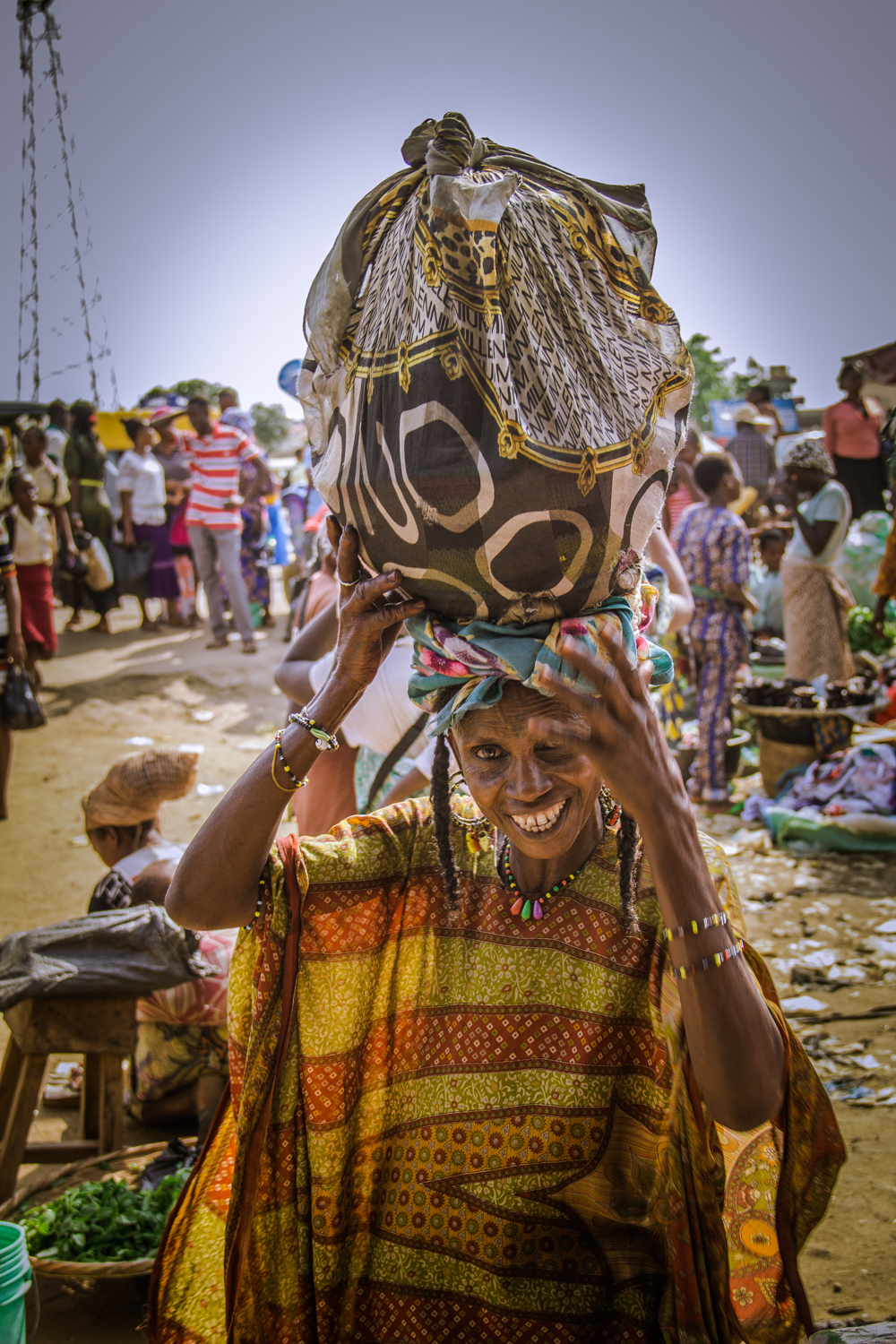
Vendeuse de remède médicinal dans un marché nigérian

Les soins de santé au Nigeria sont tributaires de différents facteurs. La couverture sanitaire du pays est faible et les hôpitaux ne sont pas disponibles et accessibles surtout dans les banlieues et milieux ruraux. Cela résulte du faible investissement de l’État et des gouvernements locaux dans les programmes de santé et d’éducation. Le ministère nigérian de la Santé dépense généralement environ 70 % de son budget dans les zones urbaines où réside environ 50 % de la population .